# Мишин, Василий Иванович
Василий Иванович Мишин (12 февраля 1925, Гагинский район — 31 июля 2010, Нижний Новгород) — советский философ и социолог. Специалист в области социальной философии и прикладной социологии. Доктор философских наук, заведующий кафедрой философии Горьковского государственного университета им Н. И. Лобачевского.

## Биография
Он родился 12 февраля 1925 года в селе Лепня Гагинского района Нижегородской области. Участник Великой Отечественной войны.
В 1951 году окончил философский факультет МГУ им. М. В. Ломоносова, продолжив обучение там же в аспирантуре. С 1954 года работал на кафедре философии Горьковского государственного университета им Н. И. Лобачевского. В 1966 году Мишин организовал при кафедре философско-социологическую лабораторию.
В 1972 году Мишин защитил докторскую диссертацию по теме «Теория общественного прогресса в марксизме-ленинизме». В период 1969—1991 он заведовал кафедрой философии ГГУ им. Н. И. Лобачевского, за исключением периода 1974—1976, когда был заместителем директора Института философии АН СССР. Был сторонником ограничений для некоторых народов СССР (армяне, грузины, евреи) в отношении высшего образования и науки с целью выравнивания и поддержания «равного уровня развития между народами СССР».
Мишин возглавил межвузовский семинар по изучению ленинской методологии исследований. На основе работы этого семинара было издано 15 выпусков «Учёных записок» и «Ленинский словарь философских терминов».
Распад СССР стал тяжелым ударом для Мишина. Анализируя произошедшее и происходящее уже в новой России, он в своих трудах продолжал отстаивать концепцию объективности социальных законов, но все больше обращая внимание на сознательную деятельность людей, порождаемую и определяемую объективными условиями их жизни.
Мишин являлся неизменным сопредседателем Нижегородского отделения ООО «Российские ученые социалистической ориентации» (РУСО). Под эгидой этого общества он организовывал ежегодные научные конференции; к конференции 2011 года подготовил статью «Природа человека между капитализмом и социализмом», которую завершил прогнозом: «Природа человека органично завязана на социалистическое переустройство общества XXI века». Член Всероссийского философского общества.
Умер 31 июля 2010 года в Нижнем Новгороде.

## Сочинения
Опубликовал более 100 научных работ, в том числе:
- Коммунизм и свобода // ВФ. 1965. № 1
- Объективные законы истории и социальная активность // ФН. 1968. № 7
- Социальные проблемы современной НТР. Горький, 1968
- Социальная закономерность. Горький, 1970
- Общественный прогресс. Горький, 1970
- О границах производительного труда при социализме // ФН. 1971. № 6
- Научно-техническая революция и общественный прогресс. М., 1974
- Задачи ускорения нравственного прогресса социалистического общества // Формирование духовного мира человека и НТР. М., 1977*
- Общественный прогресс // Марксистско-ленинская теория общественного процесса. М., 1983
- Использование объективных законов социализма как управление движением противоречий социализма // Научный коммунизм. 1984. № 2
- Новое мышление и противоречия при социализме. М., 1989; Устарел ли марксизм? Горький, 1990
- Ленин: марксизм и русская идея. [В соавт.]. Н. Новгород, 1994
- Общественный прогресс и выбор России. Н. Новгород, 1996
- Историческая необходимость и выбор России // Россия на пороге XXI века: проблемы государства, экономики и политики. СПб., 1999
- Выбор России и историческая необходимость. Н. Новгород, 1999
- Обществоведы в современной России // Интеллигенция России на пороге XXI века. Н. Новгород, 1999
- Ленинская методология социального познания // Ленин и современная Россия. Н. Новгород, 2000.

## Награды
- Орден Отечественной войны 1 степени
- Орден Трудового Красного Знамени
- Орден Красной Звезды